# Косіор Станіслав Вікентійович
Косіо́р Станісла́в Віке́нтійович (пол. Stanisław Kosior) (18 листопада 1889, Венгрув, Седлецька губернія, Царство Польське, Російська імперія (нині —Мазовецьке воєводство, Польща) — 26 лютого 1939, Москва, Російська РФСР, СРСР) — радянський партійний діяч, генеральний секретар та перший секретар ЦК КП(б)У у 1928—1938 роках. Депутат ВР СРСР з 1937 року.
Член ЦК КП(б)У в липні — жовтні 1918 р., березні 1919 — березні 1920 р., квітні — листопаді 1920 р., грудні 1921 — квітні 1923 р., липні 1928 — червні 1938 р. Кандидат у члени ЦК КП(б)У в жовтні 1918 — березні 1919 р. Член Організаційного бюро ЦК КП(б)У в квітні 1919 — листопаді 1920 р., грудні 1921 — жовтні 1922 р., липні 1928 — січні 1938 р. Член Політичного бюро ЦК КП(б)У в травні 1919 — листопаді 1920 р., лютому — травні 1922 р., липні 1928 — січні 1938 р. Кандидат у члени Політичного бюро ЦК КП(б)У в травні — жовтні 1922 р.
Кандидат у члени ЦК РКП(б) у квітні 1923 — травні 1924 р. Член ЦК ВКП(б) у травні 1924 — травні 1938 р. Член Організаційного бюро ЦК ВКП(б) у січні 1926 — липні 1928 р. Кандидат у члени Політичного бюро ЦК ВКП(б) у грудні 1927 — червні 1930 р. Член Політичного бюро ЦК ВКП(б) у червні 1930 — травні 1938 р.

## Життєпис
Народився у Венгруві, Царство Польське у польській родині робітників фабрик Вікентія Яновича Косіора та Олени Францівної Філіппек. Окрім Станіслава у родині було ще п'ятеро членів родини: брати Владислав (Володимир), Йосип, Казимир, Михайло та сестра Софія. Четверо з них (окрім Михайла) стали революціонерами-підпільниками.  Закінчив трирічну початкову школу при Сулінському металургійному заводі Області Війська Донського.
У 1905—1907 роках — учень слюсарної майстерні на Юріївському заводі на Донбасі. У 1907 році — мастильник повітродувної машини на заводі Донецько-Юр'ївського металургійного товариства.
Член РСДРП(б) з липня 1907 року. У 1907–1918 роках — учасник більшовицького руху на Донбасі і на Дону.
У 1907—1908 роках — учень кустарної чоботарської майстерні на Донбасі. У 1909—1911 роках — конторник Сулінського металургійного заводу Області Війська Донського.
У 1911—1912 роках — в'язень Новочеркаської обласної тюрми. У 1912 році — в політичному засланні на Павлівському руднику в Донбасі. У червні 1912 — квітні 1914 року — в політичному засланні в Харкові. У квітні — вересні 1914 року — в політичному засланні в Полтаві.
У вересні 1914 — лютому 1915 року — організатор Київського комітету РСДРП. У лютому — вересні 1915 року — конторник Центросоюзу в Москві. У вересні 1915 — березні 1917 року — в політичному засланні в Іркутську, Верхоленську та селі Качуга Верхоленського повіту Іркутської губернії.
У березні 1917 — 1918 року — партійний організатор, відповідальний секретар Нарвсько-Петергофського району міста Петрограда, комісар Петроградського військово-революційного комітету.
У березні-квітні 1918 року входив до складу Народного Секретаріату як народний секретар у справах фінансів.
Був одним з організаторів КП(б)У. У жовтні 1918 — лютому 1919 року — секретар Правобережного підпільного комітету КП(б)У. У березні — травні 1919 року — секретар Президії Всеукраїнського ЦВК. У травні — грудні 1919 року — секретар ЦК КП(б)У. Влітку 1919 року, після наступу Добровольчої армії, очолив Зафронтове бюро (Зафронтбюро) ЦК КП(б)У. У березні — листопаді 1920 року — секретар ЦК КП(б)У.
У грудні 1920 — грудні 1921 року — член колегії, завідувач організаційного управління Народного комісаріату продовольства Української СРР. У грудні 1921 — жовтні 1922 року — секретар ЦК КП(б)У та завідувач організаційно-інструкторського відділу ЦК КП(б)У. Одночасно, у червні — жовтні 1922 року — начальник Політичного управління Українського військового округу.
У жовтні 1922 — 1925 року — секретар Сибірського бюро РКП(б). 11 травня 1924 — березень 1926 року — 1-й секретар Сибірського крайового комітету РКП(б).
1 січня 1926 — 12 липня 1928 року — секретар ЦК ВКП(б).
14 липня 1928 об'єднаний пленум ЦК і ЦКК КП(б)У звільнив Лазаря Кагановича від обов'язків члена політбюро і генерального секретаря ЦК КП(б)У та обрав членом ЦК, Політбюро і генеральним секретарем ЦК КП(б)У Станіслава Косіора.
14 липня 1928 — 27 січня 1938 року — генеральний (з 23 січня 1934 року — перший) секретар ЦК КП(б)У.
19 січня — 3 травня 1938 року — заступник голови Ради народних комісарів СРСР та голова Комісії радянського контролю при РНК СРСР.

## Організація репресій
Станіслав Косіор — безпосередній організатор політики геноциду українського народу, що виявився в ліквідації «українізації» і проведенні політики русифікації, організації штучного голодомору 1932–1933 років в Україні, розгортанні антиукраїнського терору, фабрикуванні численних політичних процесів та масовому винищенні національної інтелігенції. Саме за часів Косіора було піддано репресіям або доведено до самогубства цілу плеяду націонал-комуністичних діячів — Миколи Хвильового, Миколи Скрипника. Виступаючи на XVII з'їзді партії, керівник Компартії України Станіслав Косіор заявив, що «націоналістичний ухил у Комуністичній партії України… грав виняткову роль у спричиненні та поглибленні кризи в сільському господарстві». У свою чергу, шеф ОДПУ в Україні Всеволод Балицький так підсумував результати боротьби проти «антирадянських сил» у республіці: «У 1933 р. кулак ОДПУ вдарив у двох напрямах. Спочатку його удар відчули на собі куркульські петлюрівські елементи на селі, а по-друге, головні осередки націоналізму».

### Роль в організаціїГолодомору
Влітку 1930, виступаючи на зборах партактиву, Косіор заявив:
Селянин приймає нову тактику. Він відмовляється збирати урожай. Він хоче згноїти зерно, щоб задушити радянський уряд кістлявою рукою голоду. Але ворог прорахувався. Ми покажемо йому, що таке голод. …Ви повинні зібрати зерно до останньої зернини і відразу відправити на заготівельний пункт.

У липні 1932 року на III Всеукраїнській конференції КП(б)У, добре знаючи незадовільне становище з забезпеченням населення хлібом, активно підтримав вимогу Лазаря Кагановича і В'ячеслава Молотова повністю виконати значно завищені плани хлібоздачі в Україні. За його ініціативою було створено колгоспні фонди (постанова ЦК КП(б)У від 18 листопада 1932).
Вилучення на початку 1933 року цих фондів (включно з насінневими) за директивою Йосипа Сталіна і В. Молотова і при безпосередній підтримці Станіслава Косіора, у залік виконання плану хлібозаготівель стало однією з головних причин голодомору 1932—1933 років в Україні. Безпосередньо був закріплений за виконанням хлібозаготівель з листопада 1932 року в Одеській області.
13 січня 2010 року Апеляційний суд міста Києва, здійснивши попередній розгляд кримінальної справи № 1-33/2010, порушеної Службою безпеки України за фактом вчинення геноциду в Україні в 1932—1933 роках за ознаками злочину, передбаченого ч. 1 ст. 442 КК України, відносно генерального секретаря Центрального комітету ВКП(б) Йосипа Сталіна (Джугашвілі), члена ЦК ВКП(б), голови Ради Народних Комісарів СРСР В'ячеслава Молотова (Скрябіна), секретарів ЦК ВКП(б) Лазаря Кагановича та Павла Постишева, члена ЦК ВКП(б), генерального секретаря ЦК КП(б)У Станіслава Косіора, члена ЦК ВКП(б), голови Ради народних комісарів УРСР Власа Чубаря та члена ЦК ВКП(б), другого секретаря ЦК КП(б)У Менделя Хатаєвича, постановив визнати в умисній організації геноциду частини українського народу, внаслідок чого було знищено 3 млн 941 тис. осіб, і закрити кримінальну справу у зв'язку зі смертю обвинувачених.

## Арешт і страта
3 травня 1938 року Станіслава Косіора, який тоді обіймав посади заступника голови Ради Народних Комісарів СРСР та голови Комісії радянського контролю при РНК СРСР, заарештували, звинуватили у приналежності до так званої «Польської військової організації» і розстріляли.
 Рой Олександрович Медведєв : «Страшні тортури Косіор витримав, ворогом народу себе не визнав, і тоді мучителі привели його 16-річну дочку і сказали: „Або ти зараз даєш покази, або ми зґвалтуємо її у тебе на очах“, і коли навіть ця погроза не подіяла, її виконали. Тут вже й непохитний більшовик був „зламаний“: він все підписав, а дочка Косіора кинулася під поїзд»
Реабілітований Воєнною колегією Верховного суду СРСР 14 березня 1956 року, 22 березня 1956 року Комісією партійного контролю при ЦК КПРС реабілітований також у партійному відношенні.
Також репресували його дружину, Єлізавету Євгенівну (1895 — дата страти 28 серпня 1938 р). Дочка Тамара (1922—1938) покінчила життя самогубством. В мемуарах згадується, що Косіор мав двох дочок.

## Пам'ять
У 1963—2000 роках ім'я Станіслава Косіора носила вулиця В'ячеслава Чорновола у Києві.
У 1964 - 2015 роках проспект Петра Калнишевського в Дніпрі носив назву вулиця Косіора.

Постамент демонтованого погруддя Косіора в Києві. Фото 2009 року

У листопаді 2008, після збору підписів громадян України, у Києві було знесено пам'ятник Косіору на Лук'янівці, навпроти кінотеатру «Київська Русь».
Його ім'я носять вулиці у Донецьку тощо.
- В СССР були випущені поштові марки, присвячені Косіору:

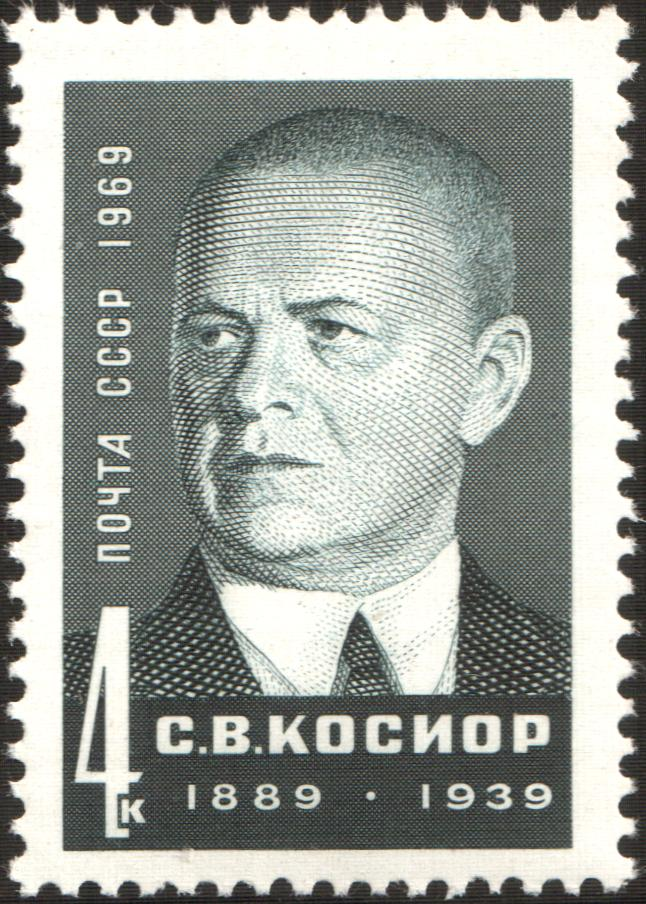
1969 рік
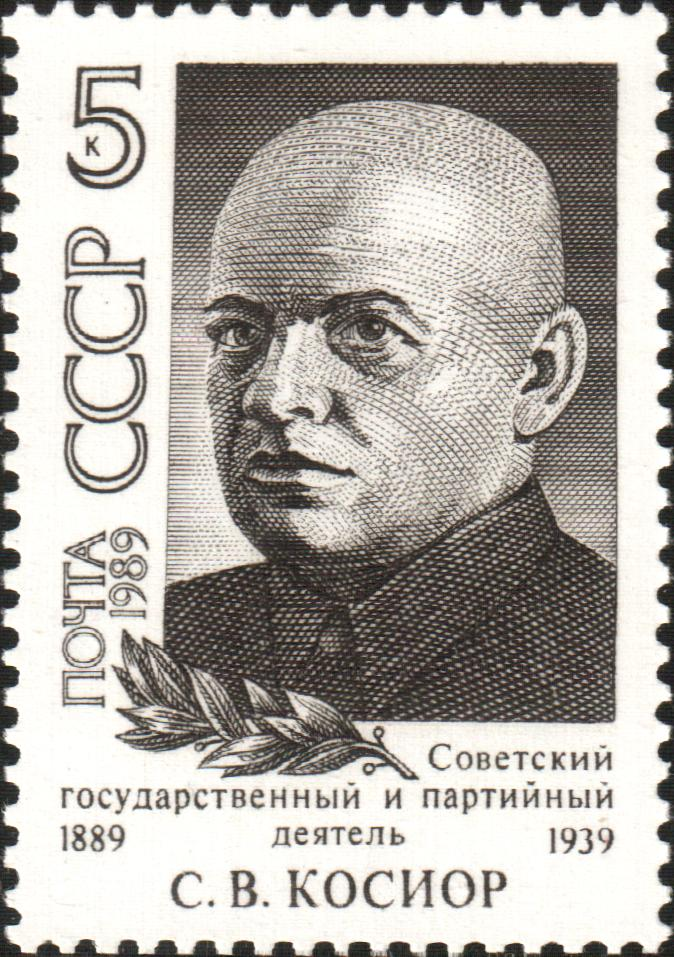
1989 рік, (Каталог ЦФА 6120, Скотт 5812)

## Твори
- Косіор С. В. Вибрані статті і промови / С. В. Косіор; упоряд. : А. Д. Ярошенко та ін. — К.: Вид-во політ. літ. України, 1968. — 560 с.